# Sadinoel Souza
Sadinoel Oliveira Gomes Souza (Itaboraí, 6 de outubro de 1969) é um político brasileiro, atualmente filiado ao Progressistas (PP). Era filiado ao Partido da Mulher Brasileira (PMB), tendo se desassociado em 2020. Foi prefeito da cidade de Itaboraí, localizada na região Metropolitana do Rio de Janeiro.
Se elegeu deputado estadual no Rio de Janeiro em 2014, pelo PT, para o mandato 2015–2019.
Em abril de 2015, em polêmica votação, foi um dos parlamentares a votar a favor da nomeação de Domingos Brazão para o Tribunal de Contas do Estado do Rio de Janeiro, nomeação esta muito criticada na época.